# Jangka Mesjid
Jangka Mesjid is een bestuurslaag in het regentschap Bireuen van de provincie Atjeh, Indonesië. Jangka Mesjid telt 969 inwoners (volkstelling 2010).